# Liste der Monuments historiques in Auvers-Saint-Georges
Die Liste der Monuments historiques in Auvers-Saint-Georges führt die Monuments historiques in der französischen Gemeinde Auvers-Saint-Georges auf.

## Liste der Bauwerke
| Bezeichnung       | Beschreibung | Standort | Kennzeichnung | Schutzstatus | Datum | Bild           |
| ----------------- | ------------ | -------- | ------------- | ------------ | ----- | -------------- |
| Kirche St-Georges |              | (Lage)   | PA00087809    | Inscrit      | 1950  | weitere Bilder |

## Liste der Objekte
- Monuments historiques (Objekte) in Auvers-Saint-Georges in der Base Palissy des französischen Kultusministeriums